# 虎之門站
虎之門站（日语：／ Toranomon eki */?）位於日本東京都港區虎之門一丁目，是東京地下鐵銀座線的鐵路車站。車站編號是G 07。

## 歷史
- 1938年（昭和13年）11月18日：作為東京高速鐵道（日语：東京高速鉄道）旗下的車站正式開始營運（單線並列（日语：単線並列））。然而，開業至延伸至新橋站後的1939年（昭和14年）2月中旬為止，赤坂見附站－此站－新橋站間是單線運行[2]。。
- 1941年（昭和16年）9月1日：東京高速鐵道編入帝都高速度交通營團（營團地下鐵）。
- 1954年（昭和29年）8月27日：擬定銀座線車站拓寬工程[3]。
- 1955年（昭和30年）5月1日：因提升銀座線而運行的4輛編組列車在停靠本站時，淺草方向1輛車廂不開門[3]。
- 1956年（昭和31年）10月1日 - 月台延伸，可停靠6輛編組列車[4]。
- 2004年（平成16年）4月1日：營團地下鐵民營化，成為東京地下鐵的車站。
- 2005年（平成17年）2月21日：晚間9:30左右，一台行駛中的拖曳車上裝載重機手臂突然啟動，破壞了7號出口的屋頂，無人受傷[5]。
- 2020年（令和2年）6月6日：日比谷線虎之門Hills站開業，兩站以地下通路連接，徒步往返需時約7分[6]。

## 車站
2面2線側式月台地下車站。

### 月台配置
| 月台 | 路線   | 目的地             |
| ---- | ------ | ------------------ |
| 1    | 銀座線 | 赤坂見附、澀谷方向 |
| 2    | 銀座線 | 銀座、淺草方向     |

（來源：東京地下鐵:構內圖 （页面存档备份，存于））
澀谷、淺草方向早晨各有一班始發列車。該列車來自新橋站、溜池山王站內的拖上線。

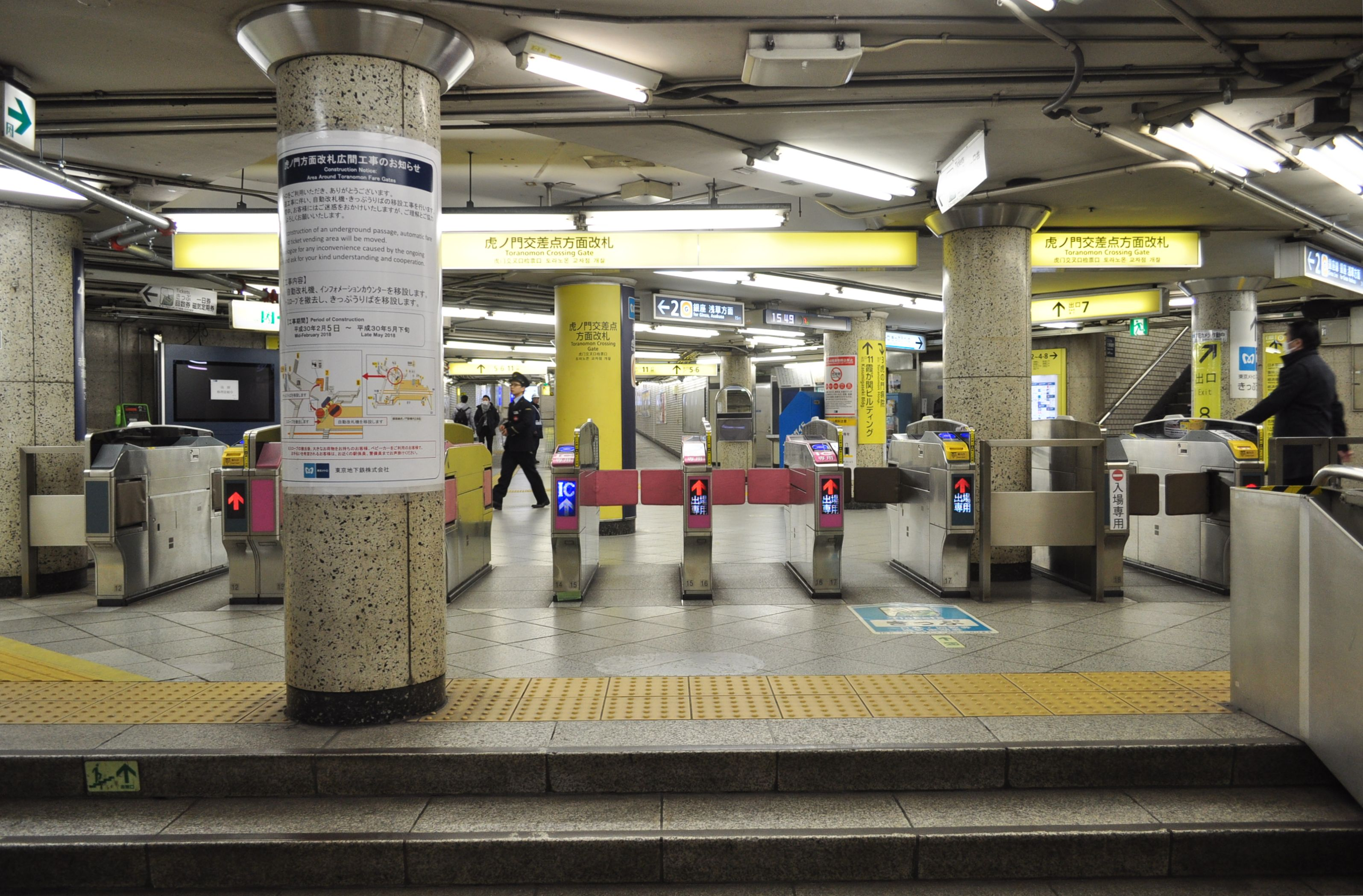
虎之門交差點方向閘口（2018年3月3日攝）
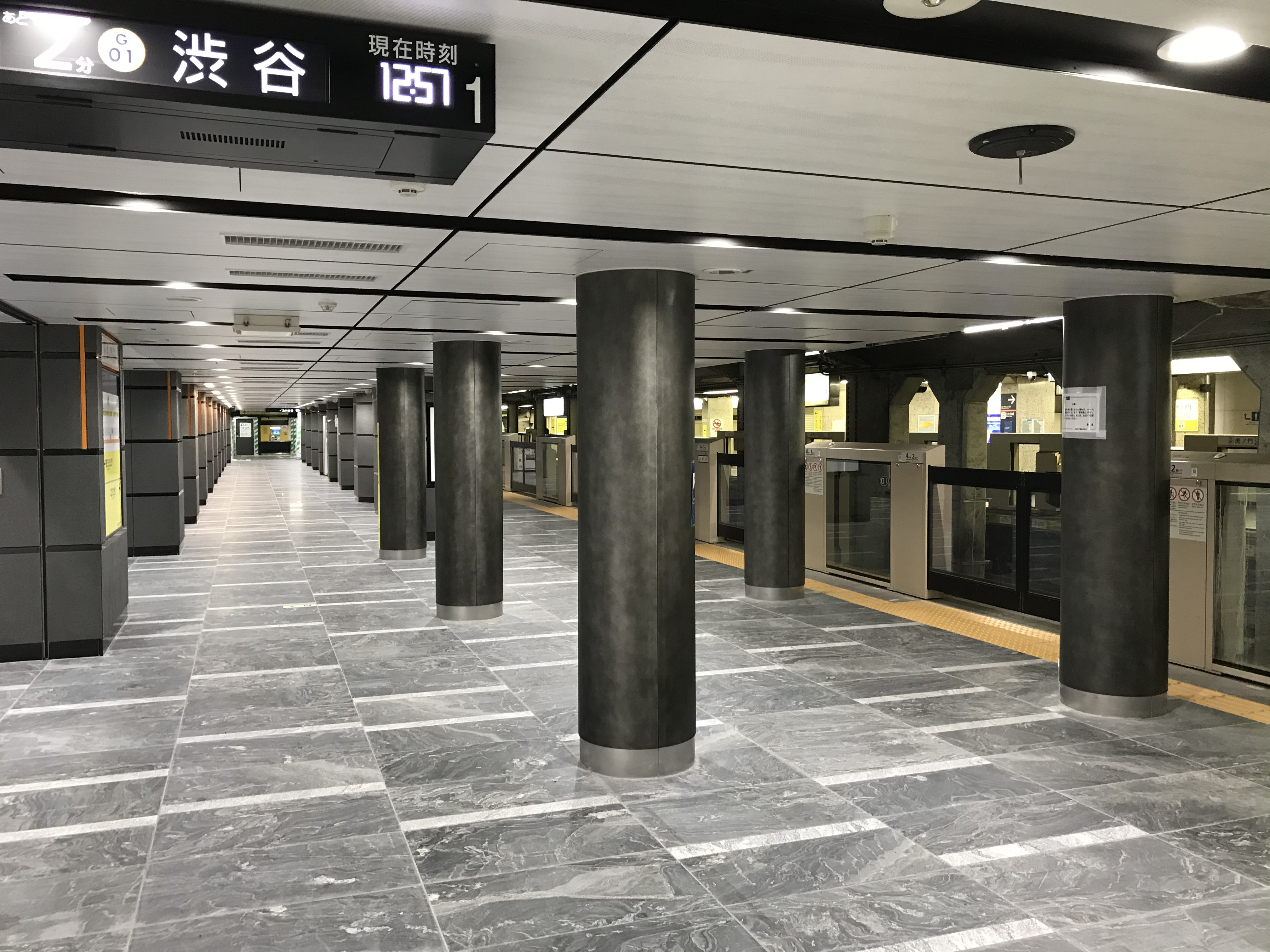
翻新擴建後的月台（2020年9月5日攝）
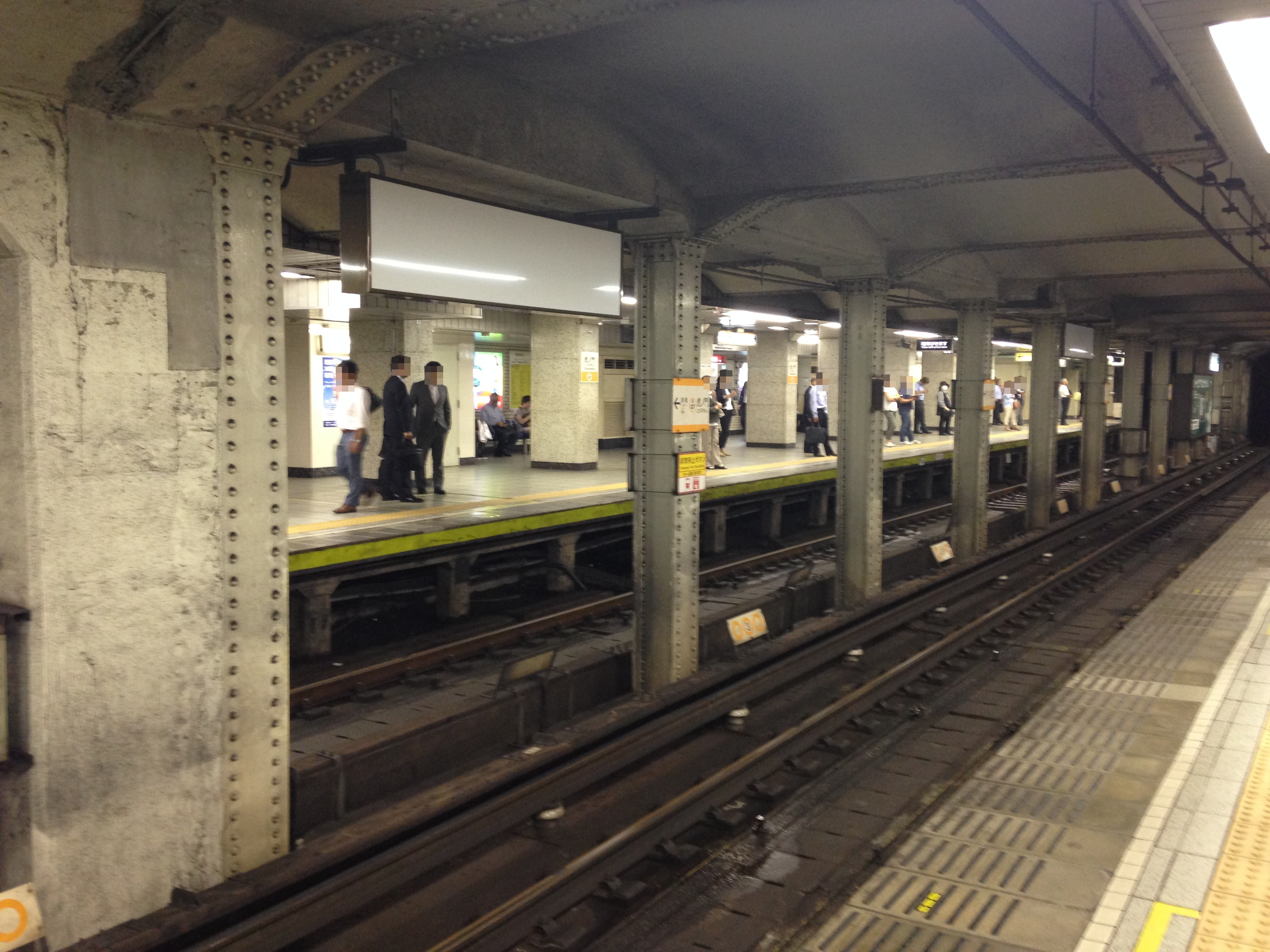
月台（2015年9月15日）

### 出入口
| 出入口                | 往地面 電扶梯 | 照片 | 周邊設施、建物 |
| --------------------- | ------------- | ---- | --- |
| 1*                    |               |      | 愛宕神社 / 牙買加駐日大使館 / 新橋愛宕山東急REI飯店 / 東京慈惠會醫科大學附屬醫院 / 虎之門之丘 / 三菱UFJ銀行                                                                                                 |
| 2                     |               |      | 虎之門琴平塔 / 奈及利亞駐日大使館 / RADIO NIKKEI / 金刀比羅宮 |
| 3                     |               |      | 金刀比羅宮 / 美國駐日大使館 / 共同通信會館 / 虎之門清和大樓 / 虎之門醫院 / 日本財團大樓 / 日本消防會館 / 東京大倉飯店 / 瑞穗銀行                                                                            |
| 4                     |               |      | 虎之門之丘 / 三菱UFJ銀行 |
| 5                     |               |      | 特許廳 / 霞關大樓 |
| 6                     |               |      | 外務省 / 合同廳舍4號館 / 財務省 / 財務省（分館） / 眾議院第二別館 / 總務省 / 內閣官房 / 內閣府 / 內閣府（分館） / 內閣法制局                                                                                |
| 7                     |               |      | 霞關站（千代田線） / 霞關站（日比谷線） / 環境省 / 經濟產業省 / 經濟產業省別館 / 厚生勞動省 / 合同廳舍1號館 / 合同廳舍5號館 / 合同廳舍5號館別館 / 人事院 / 內閣府（防災擔當） / 農林水產省 / 農林水產省別館 |
| 8                     |               |      | |
| 9*                    |               |      | 飯野音樂廳暨會議中心 / 日本報業中心大樓 / 日比谷公園 / 日比谷公會堂 / 日比谷CITY / 日比谷圖書文化館 / 日比谷野外大音樂堂 / 里索那銀行                                                                       |
| 10*                   |               |      | 虎之門實業會館 |
| 11                    |               |      | 霞關大樓 / 會計檢查院 / 霞山會館 / 霞關COMMON GATE西館 / 霞關COMMON GATE東館 / 舊文部省廳舍 / 金融廳 / 合同廳舍7號館 / 新霞關大樓 / 體育廳 / 東京倶樂部大樓 / 文化廳 / 文部科學省                           |
| *出入口有開放時間限制 |               |      | |

## 利用狀況
2017年度1日平均上下車人次為117,329人。與其他路線沒有轉乘的車站（單獨站）之中銀座線最多，所有東京地下鐵全線單獨站中僅次於東陽町站，排行第2位。
各年度1日平均上下車人次如下表。
| 年度               | 1日平均 上下車人次 | 1日平均 上車人次 | 來源     |
| ------------------ | ------------------ | ---------------- | -------- |
| 1992年（平成04年） |                    | 75,737           | [ * 1 ]  |
| 1993年（平成05年） |                    | 72,992           | [ * 2 ]  |
| 1994年（平成06年） |                    | 70,721           | [ * 3 ]  |
| 1995年（平成07年） |                    | 68,702           | [ * 4 ]  |
| 1996年（平成08年） |                    | 68,545           | [ * 5 ]  |
| 1997年（平成09年） |                    | 65,666           | [ * 6 ]  |
| 1998年（平成10年） |                    | 62,452           | [ * 7 ]  |
| 1999年（平成11年） | 116,888            | 58,768           | [ * 8 ]  |
| 2000年（平成12年） | 113,558            | 56,685           | [ * 9 ]  |
| 2001年（平成13年） | 112,257            | 56,066           | [ * 10 ] |
| 2002年（平成14年） | 106,953            | 54,493           | [ * 11 ] |
| 2003年（平成15年） | 103,368            | 52,342           | [ * 12 ] |
| 2004年（平成16年） | 97,056             | 49,299           | [ * 13 ] |
| 2005年（平成17年） | 97,881             | 49,104           | [ * 14 ] |
| 2006年（平成18年） | 100,726            | 50,518           | [ * 15 ] |
| 2007年（平成19年） | 104,929            | 52,566           | [ * 16 ] |
| 2008年（平成20年） | 106,444            | 53,526           | [ * 17 ] |
| 2009年（平成21年） | 102,755            | 51,649           | [ * 18 ] |
| 2010年（平成22年） | 98,904             | 49,822           | [ * 19 ] |
| 2011年（平成23年） | 100,641            | 50,710           | [ * 20 ] |
| 2012年（平成24年） | 105,392            | 53,079           | [ * 21 ] |
| 2013年（平成25年） | 109,455            | 55,101           | [ * 22 ] |
| 2014年（平成26年） | 116,937            | 58,660           | [ * 23 ] |
| 2015年（平成27年） | 121,679            | 61,077           | [ * 24 ] |
| 2016年（平成28年） | 118,416            | 59,485           | [ * 25 ] |
| 2017年（平成29年） | 117,329            |                  |          |

## 車站周邊
此站下方有日比谷線通過，但日比谷線不在此處設站（原有設站計劃，但因購地問題尚未實行。銀座線興建時未考慮到日比谷線，因此日比谷線建設時於本站實施上下行線之間壁柱的補強工程）。此外，2020年開業的日比谷線虎之門Hills站，可與此站相互轉乘。
名勝、古跡
- 虎之門金刀比羅宮（日语：金刀比羅宮 (東京都港区)）
- 菊池寛實紀念智美術館

政府部門
- 經濟產業省
- 財務省
- 霞關Common Gate（日语：霞が関コモンゲート）
  - 東館（中央合同廳舍第7號館（日语：中央合同庁舎第7号館）官廳棟） - 文部科學省、會計檢查院
  - 西館（中央合同廳舍第7號館官民棟） - 金融廳
  - 舊文部省廳舍 - 文部科學省、文化廳
- 特許廳
- 國立印刷局
- 美國駐日大使館

主要企業、辦公室
- WILLCOM（日语：ウィルコム）本社
- 沖電氣工業本社
- 霞關大樓
- 首都高速道路日土地大樓
- 商船三井本社
- 新日礦集團各社（日语：新日鉱ホールディングス）本社
- 日本煙草產業本社
- 日本中央賽馬會（JRA）本部
- 日本郵政本社（所在地為「日本郵政大樓」，最初由郵政省本省使用，後來經過多次郵政事業機構改革仍然使用相同地點。）
  - 千代田霞關郵局（日语：千代田霞が関郵便局）
- 日立高科技（日语：日立ハイテクノロジーズ）本社
- 波麗佳音本社
- 森信託（日语：森トラスト）本社

其他主要設施
- 虎之門之丘
- 國家公務員共濟組合聯合會虎之門醫院（日语：虎の門病院）
- 東京大倉飯店
  - 大倉集古館
- 霞關站 - 東京地下鐵丸之內線、日比谷線、千代田線
- 內幸町站 - 東京都交通局（都營地下鐵）三田線
- 國道1號
- 外堀通

### 巴士路線
虎之門站
- 都營巴士
  - <都01、深夜01（日语：都営バス渋谷営業所#都01・RH01・深夜01系統（グリーンシャトル））> 往澀谷站前（經溜池、六本木站前） / 往新橋站前（深夜01只到新橋站北口）
  - <澀88> 往澀谷站前（經神谷町站前、六本木站前） / 往新橋站前
    - 至2000年12月11日為止，四92系統（四谷站前－品川車庫）在此處到發，澀88系統繼續運行至東京站南口。

## 相鄰車站
東京地下鐵
 銀座線
溜池山王（G 06）－虎之門（G 07）－新橋（G 08）

### 利用狀況資料來源
東京都統計年鑑
1. ↑  東京都統計年鑑（平成4年）
2. ↑  東京都統計年鑑（平成5年）
3. ↑  東京都統計年鑑（平成6年）
4. ↑  東京都統計年鑑（平成7年）
5. ↑  東京都統計年鑑（平成8年）
6. ↑  東京都統計年鑑（平成9年）
7. ↑  東京都統計年鑑（平成10年）PDF
8. ↑  東京都統計年鑑（平成11年）PDF
9. ↑  .   [2016-05-01]. （原始内容存档于2016-03-04）.
10. ↑  .   [2016-05-01]. （原始内容存档于2016-03-04）.
11. ↑  .   [2016-05-01]. （原始内容存档于2017-07-29）.
12. ↑  .   [2016-05-01]. （原始内容存档于2017-07-29）.
13. ↑  .   [2016-05-01]. （原始内容存档于2017-07-29）.
14. ↑  .   [2016-05-01]. （原始内容存档于2017-07-29）.
15. ↑  .   [2016-05-01]. （原始内容存档于2017-07-29）.
16. ↑  .   [2016-05-01]. （原始内容存档于2017-07-29）.
17. ↑  .   [2016-05-01]. （原始内容存档于2017-07-29）.
18. ↑  東京都統計年鑑（平成21年）
19. ↑  東京都統計年鑑（平成22年）
20. ↑  東京都統計年鑑（平成23年）
21. ↑  東京都統計年鑑（平成24年）
22. ↑  東京都統計年鑑（平成25年）
23. ↑  .   [2019-01-05]. （原始内容存档于2017-07-30）.
24. ↑  .   [2019-01-05]. （原始内容存档于2018-11-09）.
25. ↑  .   [2019-01-05]. （原始内容存档于2019-05-02）.

## 外部連結
- 虎之門/G07 | 路線・車站資訊 | 東京地下鐵